# Слюсар Ірина Дмитрівна
Іри́на Дми́трівна Слю́сар (нар. 1963) — радянська та українська спортсменка-спринтерка, спеціалізувалася в бігу на 60, 100, 200 і 400 метрів, естафетному бігу 4×100 метрів й естафетному бігу 4×400 метрів.

## Життєпис
Народилась 1963 року у місті Дніпродзержинськ (УРСР).
Вперше завоювала титул в бігу на 100 метрів на Чемпіонаті СРСР з легкої атлетики-1984 у Донецьку (однаковий результат з Наталією Помошниковою).
1985 року вона виграла золоту медаль на 100 метрів на Універсіаді-1985. Виграла золоту срібну й бронзову медалі на цьому турнірі — бронза на 200 метрів та срібна медаль 4 × 100 метрів. Її час на 100 м 11,11 с ввійшов до десятки найкращих спортсменів світу за дистанцією в цьому році.
Виграла два титули в 1986 році: спочатку з результатом 7,22 секунди виграла 60 метрів на чемпіонаті Радянської Атлетики в приміщенні, потім здобула другу перемогу в бігу на 100 м на Чемпіонаті СРСР на відкритому повітрі. Того ж року вона виступила на двох міжнародних змаганнях: на Іграх доброї волі в Москві посіла п'яте місце на 100 м, потім з Ольгою Золотарьовою, Майєю Азарашвілі та Ельвірою Барбашиною здобули срібні медалі в естафеті 4 × 100 м. На Чемпіонаті Європи з легкої атлетики-1986 в складі команди здобула бронзову нагороду — вона (забіг) та Наталія Бочина, Марина Жирова, Ольга Золотарьова й Антоніна Настобурко.
На Універсіаді 1987 року вона посіла друге місце в боротьбі з американкою Гвен Торренс. Виступала на Чемпіонаті світу з легкої атлетики 1987 року; стала восьмою у півфіналі.
Її рекорди на 100 м сезону — 11 липня 1990 року, та 11,26 секунди в 1991 році на Чемпіонаті 1991 світу з легкої атлетики. Їй 3 місяці забороняли займатися спортом після позитивного допінг-тесту.
Після зникнення СРСР представляла свою рідну Україну на міжнародному рівні. Заборона виступів сталася при закінченні легкоатлетичного сезону, тому мало вплинула на її графік. Встановила свій найкращий час в 11,05 секунди на 100 метрів у Києві 1992 року. На чемпіонаті України з легкої атлетики вона стала першою жінкою, яка 1993 року взяла участь у спринтерському дублі на 100/200 метрів.
На Чемпіонат України з легкої атлетики 1993 представляла Дніпропетровську область і здобула золоту медаль у бігу на 200 метрів.
На Іграх доброї волі 1994 року в Санкт-Петербурзі вона в естафеті з Анжелою Кравченко, Вікторією Фоменко та сестрою-близнючкою Антоніною Слюсар здобули бронзову медаль.
Була чвертьфіналісткою на 100 м на чемпіонаті Європи з легкої атлетики 1994 року. З Фоменко та Жанною Пінтусевич-Блок посіли четверте місце.
Станом на 2012 рік — тренер штатної збірної команди України з легкої атлетики, тренер срібної призерки та дворазової бронзової призерки Паралімпійських ігор з легкої атлетики Інни Стрижак.
Станом на 2017 рік — тренер з легкої атлетики Дніпропетровського обласного центру «Інваспорт».
Тренер бронзового призера чемпіонату світу 2017 року Микити Сеника.